# Ligne de tramway X (TELB)
Pour les articles homonymes, voir Ligne X.
La ligne X est une ancienne ligne du tramway de Lille.

## Histoire
La ligne est supprimée le 14 décembre 1959 et remplacée par une nouvelle ligne d'autobus sous l'indice X.